# Oguchi Onyewu
Oguchialu ("Oguchi") Chilioke Goma Lambu Onyewu (Washington D.C., 13 mei 1982) is een voormalig Belgisch-Amerikaans voetballer van Nigeriaanse afkomst.

## Clubcarrière
Onyewu speelde voorheen onder meer bij La Louvière en Standard Luik. Hij kon in de zomer van 2006 voor een bedrag van € 7.000.000 naar Real Madrid, maar Standard ging niet in op dat bod. Real Madrid bracht het bod net voor de transferdeadline en Standard zou niet tijdig een degelijke vervanger kunnen vinden.
Onyewu speelde een lange tijd in België en heeft hierdoor ook een Belgisch paspoort. Doordat hij eerder al voor de Verenigde Staten speelde, kon hij echter niet meer uitkomen voor de Rode Duivels.
Op 29 januari 2007 werd een overeenkomst gesloten met Newcastle United om Onyewu uit te lenen tot het einde van het seizoen, met een aankoopoptie. Onyewu overtuigde Newcastle niet voldoende om de optie te lichten, waarop hij terug naar Luik ging. In juli 2009 vertrok Onyewu transfervrij naar AC Milan. Daar speelde hij in anderhalf seizoen enkel een duel in de UEFA Champions League.
In januari 2011 werd Onyewu voor een half jaar verhuurd aan FC Twente. De verdediger kreeg direct een basisplaats op de linksback-positie, maar verloor die gaandeweg het seizoen weer. In mei won Onyewu met FC Twente de KNVB beker. In de zomer daarop tekende hij bij Sporting CP. Die club verhuurde hem aan Málaga CF.
Hij speelde vervolgens in Engeland voor Queens Park Rangers (2013/14), Sheffield Wednesday (2014) en Charlton Athletic (2014/15). Hij tekende in januari 2017 een contract bij Philadelphia Union, waar een jaar later een einde kwam aan zijn carrière.
In 2021 werd hij secretaris-generaal van de club Excelsior Virton.

## Statistieken
| Seizoen | Club                | Competitie       | Duels       | Doelp.      |
| ------- | ------------------- | ---------------- | ----------- | ----------- |
| 2002/03 | FC Metz             | Ligue 2          | 3           | 0           |
| 2003/04 | → RAA Louviéroise   | Eerste klasse    | 24          | 2           |
| 2004/05 | Standard Luik       | Eerste klasse    | 32          | 3           |
| 2005/06 | Standard Luik       | Eerste klasse    | 29          | 2           |
| 2006/07 | Standard Luik       | Eerste klasse    | 15          | 1           |
| 2006/07 | → Newcastle United  | Premier League   | 11          | 0           |
| 2007/08 | Standard Luik       | Eerste klasse    | 32          | 2           |
| 2008/09 | Standard Luik       | Eerste klasse    | 32          | 3           |
| 2009/10 | AC Milan            | Serie A          | 0           | 0           |
| 2010/11 | AC Milan            | Serie A          | 0           | 0           |
| 2010/11 | → FC Twente         | Eredivisie       | 8           | 0           |
| 2011/12 | Sporting Lissabon   | Primeira Liga    | 17          | 4           |
| 2012/13 | → Málaga CF         | Primera División | 2           | 0           |
| 2013/14 | Queens Park Rangers | Championship     | 0           | 0           |
| 2013/14 | Sheffield Wednesday | Championship     | 18          | 0           |
| 2014/15 | Charlton Atletic    | Championship     | 3           | 0           |
| 2015/16 | Zonder club         | Zonder club      | Zonder club | Zonder club |
| 2016/17 | Philadelphia Union  | MLS              | 22          | 1           |
| Totaal  | Totaal              | Totaal           | 254         | 18          |

## Nationaal elftal
Onyewu is Amerikaans international. Hij maakte deel uit van de Amerikaanse selectie op het WK voetbal 2006. In datzelfde jaar werd hij door de Amerikaanse voetbalbond USSF uitgeroepen tot Speler van het Jaar. In 2009 deed hij mee aan de Confederations Cup voor het Amerikaanse elftal.

## Erelijst
| Competitie                  |          |                  |          |          |
| Competitie                  | Aantal   | Jaren            |          |          |
| Standard                    | Standard | Standard         | Standard | Standard |
| --------------------------- | -------- | ---------------- | -------- | -------- |
| Belgisch landskampioenschap | 2x       | 2007/08, 2008/09 |          |          |
| FC Twente                   |          |                  |          |          |
| KNVB beker                  | 1x       | 2011             |          |          |
| Verenigde Staten            |          |                  |          |          |
| Gold Cup                    | 3x       | 2005, 2007, 2013 |          |          |